# شبحاوية
الشبحاوية (الاسم العلمي: Phasmatini) هي قبيلة من الحشرات تتبع فصيلة الشبحات من رتبة الشبحيات.

## أجناس الشبحاوية
- الشبحة